# Balantiopsis lingulata
Balantiopsis lingulata là một loài rêu trong họ Balantiopsaceae. Loài này được R.M. Schust. mô tả khoa học đầu tiên năm 1968.